# EF Reims Sainte-Anne
EF Reims Sainte-Anne is een Franse voetbalclub uit Reims.

## Geschiedenis
De club werd in 1974 opgericht onder de naam Sainte-Anne Réddition. De club wijzigde vervolgens nog een paar keer van naam, alvorens in 2020 zijn huidige naam aan te nemen. De club werd opgericht door Dominique Perquin. Robert Krauffer was de eerste voorzitter van de club.

### Op gelijke voet met Stade de Reims (1992-1998)
Reims Sainte-Anne stond aanvankelijk in de schaduw van stadsgenoot Stade de Reims, die tussen 1949 en 1962 zesmaal landskampioen werd en in de jaren '50 twee Europacup I-finales speelde. Toen het in de Division 3 spelende Stade de Reims in 1992 failliet ging, nam Reims Sainte-Anne evenwel echter het voortouw. In het seizoen 1992/93 waren beide clubs actief in de Division d'Honneur, het zesde niveau in het Franse voetbal. Stade de Reims eindigde achtste in de Division d'Honneur de Champagne-Ardenne, terwijl Reims Sainte-Anne dat seizoen naar de National 3 promoveerde. Stade de Reims promoveerde in 1994 ook, waardoor beide clubs in het seizoen 1994/95 opnieuw in dezelfde competitie zaten. Reims Sainte-Anne eindigde tweede met enkel het reservenelftal van AS Red Star 93 voor zich, waardoor de club naar de National 2 mocht. Het verblijf daar bleef beperkt tot slechts één seizoen, want Reims Sainte-Anne eindigde voorlaatste in zijn reeks. 
In het seizoen 1996/97 speelden Stade de Reims en Reims Sainte-Anne opnieuw samen in een reeks. Ditmaal deed Stade de Reims het beter: de zesvoudige landskampioen eindigde derde, Reims Sainte-Anne kon maar net de degradatie ontlopen. In 1998 was de ommekeer helemáál ingezet: Reims Sainte-Anne eindigde laatste en degradeerde naar de Division d'Honneur, Stade de Reims eindigde in een andere reeks eerste en promoveerde naar de CFA. Reims Sainte-Anne slaagde er vooralsnog nooit meer in om op eenzelfde niveau als Stade de Reims uit te komen. 

### Korte terugkeren in 2006 en 2008
In 2006 keerde Reims Sainte-Anne na acht jaar terug naar het vijfde niveau in Frankrijk. Het werd echter een terugkeer van korte duur, want de club eindigde meteen laatste in zijn groep in de CFA2. Reims Sainte-Anne zat dat seizoen in dezelfde reeks als de beloftenploeg van Stade de Reims en slaagde er niet in om in de competitie te winnen van zijn stadsgenoot: op de vijftiende speeldag won Reims B met 0-1, op de voorlaatste speeldag werd het 1-1.
De afwezigheid van Reims Sainte-Anne duurde ditmaal slechts een jaar, want in 2008 promoveerde de club opnieuw naar de CFA2. Het verblijf van de club duurde ditmaal echter opnieuw slechts één seizoen, want de club eindigde op een degradatieplaats. Ditmaal slaagde Reims Sainte-Anne er wél in om te winnen van Reims B: in de heenronde won Reims B weliswaar met 6-0, maar in de terugronde werd het 2-1 voor Reims Sainte-Anne.

### 1/32e finale in de Coupe de France
Reims Sainte-Anne bereikte in het seizoen 2019/20 voor het eerst in zijn geschiedenis de 1/32e finale van de Coupe de France. Montpellier won met 0-1 na een doelpunt van Vitorino Hilton in de zesde minuut. In het seizoen 2021/22 stootte Reims Sainte-Anne opnieuw door naar de 1/32e finale, waar ze ditmaal werden uitgeschakeld door stadsgenoot Stade de Reims. Ook deze keer werd het 0-1, het doelpunt viel ditmaal wel pas in de slotfase van de reguliere speeltijd.

### Terugkeer naar het vijfde niveau (2022)
In het seizoen 2021/22 eindigde Reims Sainte-Anne in de Régional 1 eerste in zijn groep, waarna de club in de barragewedstrijden tegen Jarville JF (de winnaar van een andere groep) de sterkste was. Hierdoor promoveerde de club naar de Championnat National 3. Ondanks een vijfde plaats in 2024 degradeerde de club na dit seizoen door financiële problemen. 

## Stadion
Reims Sainte-Anne speelde aanvankelijk in het Stade des Coutures, maar na de promotie naar de National 3 vroeg het stadsbestuur aan de club om voortaan in het Stade Auguste-Delaune – de thuishaven van Stade de Reims – te spelen. Tegenwoordig speelt de club in het Stade Robert Pirès, dat vernoemd werd naar ex-jeugdspeler Robert Pirès, die in 1998 wereldkampioen werd met Frankrijk.

## Naamsveranderingen
- 1974: Opgericht als Sainte-Anne Réddition
- 1974: École de Sport Reims Sainte-Anne
- 1999: École de Sport Reims Sainte-Anne Carnot Châtillons
- 2004: École de Football Reims Sainte-Anne Châtillons
- 2020: Reims Sainte-Anne

## Bekende (ex-)spelers
- Odaïr Fortes
- Pape M'Bow
- Mickaël Ménétrier (jeugd)
- Robert Pirès (jeugd)
- Mory Keita
- Mory-Fallo Keita
- Mickaël Tacalfred
- Anthony Weber